# Důl (Sedlice)
Důl (též Dol, německy Zeche) je místní část města Sedlice v okrese Strakonice v Jihočeském kraji. Nachází se pět kilometrů severovýchodně od Sedlice mezi Mužeticemi a Lomem. Je rozložena na mírném jihovýchodním svahu kopce Chlum v nadmořské výšce 499 metrů. V roce 2011 zde trvale žili čtyři obyvatelé.

## Historie
První písemná zmínka o vesnici pochází z roku 1313. V roce 1869 měla tato osada 8 popisných čísel a v roce 1880 již 10 čísel. V letech 1910–1930 to bylo 7 čísel, v roce 1950 již 5 čísel a v roce 1970 jen 4 čísla.

## Obyvatelstvo
| Rok            | 1869 | 1880 | 1890 | 1900 | 1910 | 1921 | 1930 | 1950 | 1961 | 1970 | 1980 | 1991 | 2001 | 2011 | 2021 |
| -------------- | ---- | ---- | ---- | ---- | ---- | ---- | ---- | ---- | ---- | ---- | ---- | ---- | ---- | ---- | ---- |
| Počet obyvatel | 63   | 55   | 52   | 42   | 44   | 41   | 34   | 19   | 8    | 6    | 0    | 4    | 0    | 4    | 12   |
| Počet domů     | 8    | 10   | 10   | 10   | 7    | 7    | 7    | 5    | 4    | 4    | 0    | 5    | 5    | 6    | 4    |

## Obecní správa
Při sčítání lidu v letech 1850–1975 Důl byl osadou obce Mužetice, se kterým patřil nejprve do okresu Blatná, ale od roku 1960 v okrese Strakonice. Od 1. července 1975 je částí města Sedlice v okrese Strakonice.